# Ari Leifsson
Ari Leifsson (Reykjavík, 1998. augusztus 19. –) izlandi válogatott labdarúgó, a norvég Strømsgodset hátvédje.

## Pályafutása

### Klubcsapatokban
Ari az izlandi fővárosban, Reykjavíkban született. Az ifjúsági pályafutását a helyi Fylkir akadémiájánál kezdte. 
2015-ben mutatkozott be a Fylkir első osztályban szereplő felnőtt csapatában. Először 2015. szeptember 20-ai, Leiknir ellen 3–1-re megnyert mérkőzésen a 85. percben csereként lépett pályára. 2020. március 3-án hároméves szerződést kötött a norvég Strømsgodset együttesével. Ari 2020. június 17-én, a Start ellen 2–2-es döntetlennel zárult mérkőzésen debütált. Első gólját 2021. szeptember 25-én, a Sarpsborg 08 ellen 5–0-ra megnyert találkozón szerezte.

### A válogatottban
2020-ban debütált az izlandi válogatottban. Először 2020. január 20-án, Salvador ellen 1–0-ra megnyert barátságoson lépett pályára.

## Statisztikák
2022. július 24. szerint
| Klub         | Szezon   | Osztály         | Bajnokság | Bajnokság | Kupa  | Kupa | Nemzetközi | Nemzetközi | Összesen | Összesen |
| Klub         | Szezon   | Osztály         | Meccs     | Gól       | Meccs | Gól  | Meccs      | Gól        | Meccs    | Gól      |
| ------------ | -------- | --------------- | --------- | --------- | ----- | ---- | ---------- | ---------- | -------- | -------- |
| Fylkir       | 2015     | Pepsideild      | 2         | 0         | 0     | 0    | —          | —          | 2        | 0        |
| Fylkir       | 2017     | Inkasso-deildin | 9         | 0         | 1     | 1    | —          | —          | 10       | 1        |
| Fylkir       | 2018     | Pepsideild      | 21        | 0         | 0     | 0    | —          | —          | 21       | 0        |
| Fylkir       | 2019     | Pepsideild      | 22        | 0         | 2     | 0    | —          | —          | 24       | 0        |
| Fylkir       | Összesen | Összesen        | 54        | 0         | 3     | 1    | 0          | 0          | 57       | 1        |
| Strømsgodset | 2020     | Eliteserien     | 14        | 0         | 0     | 0    | —          | —          | 14       | 0        |
| Strømsgodset | 2021     | Eliteserien     | 18        | 1         | 1     | 0    | —          | —          | 19       | 1        |
| Strømsgodset | 2022     | Eliteserien     | 11        | 0         | 2     | 0    | —          | —          | 13       | 0        |
| Strømsgodset | Összesen | Összesen        | 43        | 1         | 3     | 0    | 0          | 0          | 46       | 1        |
| Összesen     | Összesen | Összesen        | 97        | 1         | 6     | 1    | 0          | 0          | 103      | 2        |

### A válogatottban
2022. június 9. szerint.
| Válogatott | Év       | Pályára lépés | Gól |
| ---------- | -------- | ------------- | --- |
| Izland     | 2020     | 1             | 0   |
| Izland     | 2022     | 3             | 0   |
| Összesen   | Összesen | 4             | 0   |

## Sikerei, díjai
Fylkir
- Ankasso-deildin
  - Feljutó (1): 2017

## Fordítás
Ez a szócikk részben vagy egészben  az   Ari Leifsson című angol Wikipédia-szócikk fordításán alapul.  Az eredeti cikk szerkesztőit annak laptörténete sorolja fel. Ez a jelzés csupán a megfogalmazás eredetét és a szerzői jogokat jelzi, nem szolgál a cikkben szereplő információk forrásmegjelöléseként.